# Trois jours de Vaucluse 2007
La Trois jours de Vaucluse 2007, prima edizione della corsa valevole come prova del circuito UCI Europe Tour 2007 categoria 2.2, si svolse in 3 tappe dal 2 al 4 marzo 2007 per un percorso totale di 463,8 km, con partenza da Morières-lès-Avignon ed arrivo a Pertuis. Fu vinta dal francese Sébastien Turgot del team Vendée U, che si impose in 10 ore 59 minuti e 27 secondi, alla media di 42,19 km/h.
Al traguardo di Pertuis 81 ciclisti portarono a termine il giro.

## Tappe
| Tappa  | Data    | Percorso                       | km    | Vincitore di tappa | Leader cl. generale |
| ------ | ------- | ------------------------------ | ----- | ------------------ | ------------------- |
| 1ª     | 2 marzo | Morières-lès-Avignon > Rasteau | 157,5 | Jurij Trofimov     | Jurij Trofimov      |
| 2ª     | 3 marzo | Gordes > Cavaillon             | 158,3 | Andrej Kljuev      | Sébastien Turgot    |
| 3ª     | 4 marzo | Cavaillon > Pertuis            | 148   | Danilo Wyss        | Sébastien Turgot    |
| Totale | Totale  | Totale                         | 463,8 |                    |                     |

## Squadre partecipanti
| N.    | Cod. | Squadra                        |
| ----- | ---- | ------------------------------ |
| 1-6   | AGR  | Agritubel                      |
| 7-12  | RB3  | Rabobank Continental Team      |
| 13-18 | MST  | Moscow Stars                   |
| 19-24 | DES  | Team Designa Køkken            |
| 25-30 | HAD  | Hadimec                        |
| 31-36 | STP  | Saint Petersburg               |
| 37-42 | NIP  | Nippo Corporation-Meitan Hompo |
| 43-48 | RBR  | Rietumu Bank-Riga              |
| 49-54 | ARH  | Atlas Romer's Hausbäckerei     |
| 55-60 | COR  | Team Cornix                    |
| 61-65 | CR4  | Club Routier des 4 Chemins     |
| 67-71 | VCL  | La Pomme Marseille             |
| 73-78 | AEP  | AVC Aix-en-Provence            |

| N.      | Cod. | Squadra                 |
| ------- | ---- | ----------------------- |
| 79-84   | LYO  | VC Lyon Vaulx En Velin  |
| 85-90   | ETU  | CC Etupes Le Doubs      |
| 91-96   | STO  | Storez Ledecq Materiaux |
| 97-102  | VVL  | VVL                     |
| 103-108 | STA  | RO Saint-Amandoise      |
| 109-114 | SCO  | SCO Dijon               |
| 115-120 | KCT  | Kalev Chocolate Team    |
| 121-126 | AUB  | Auber 93                |
| 127-132 | FRA  | French National Team    |
| 133-138 | VEN  | Vendee U                |
| 139-144 | SPL  | CCC Polsat Polkowice    |
| 145-150 | ORB  | Orbea-Laukiz            |

## Dettagli delle tappe

### 1ª tappa
- 2 marzo: Morières-lès-Avignon > Rasteau – 157,5 km

Risultati
| Pos. | Corridore       | Squadra      | Tempo    |
| ---- | --------------- | ------------ | -------- |
| 1    | Jurij Trofimov  | Moscow Stars | 3h42'34" |
| 2    | Juan José Oroz  | Orbea-Laukiz | a 8"     |
| 3    | Eduardo Gonzalo | Agritubel    | s.t.     |

| Pos. | Corridore       | Squadra      | Tempo    |
| ---- | --------------- | ------------ | -------- |
| 1    | Jurij Trofimov  | Moscow Stars | 3h42'34" |
| 2    | Juan José Oroz  | Orbea-Laukiz | a 8"     |
| 3    | Eduardo Gonzalo | Agritubel    | s.t.     |

### 2ª tappa
- 3 marzo: Gordes > Cavaillon – 158,3 km

Risultati
| Pos. | Corridore        | Squadra      | Tempo    |
| ---- | ---------------- | ------------ | -------- |
| 1    | Andrej Kljuev    | Moscow Stars | 3h57'18" |
| 2    | Nicolas Vogondy  | Agritubel    | s.t.     |
| 3    | Sébastien Turgot | Vendée U     | s.t.     |

| Pos. | Corridore        | Squadra      | Tempo    |
| ---- | ---------------- | ------------ | -------- |
| 1    | Sébastien Turgot | Vendée U     | 7h40'00" |
| 2    | Nicolas Vogondy  | Agritubel    | s.t.     |
| 3    | Sébastien Gredy  | Etupes-Doubs | s.t.     |

### 3ª tappa
- 4 marzo: Cavaillon > Pertuis – 148 km

Risultati
| Pos. | Corridore        | Squadra       | Tempo    |
| ---- | ---------------- | ------------- | -------- |
| 1    | Danilo Wyss      | Atlas-Romer's | 3h19'27" |
| 2    | Xabat Otxotorena | Orbea-Laukiz  | s.t.     |
| 3    | Nicolas Jalabert | Agritubel     | s.t.     |

| Pos. | Corridore        | Squadra      | Tempo     |
| ---- | ---------------- | ------------ | --------- |
| 1    | Sébastien Turgot | Vendée U     | 10h59'27" |
| 2    | Nicolas Vogondy  | Agritubel    | s.t.      |
| 3    | Andrej Kljuev    | Moscow Stars | s.t.      |

## Evoluzione delle classifiche
| Tappa              | Vincitore          | Classifica generale | Classifica scalatori | Classifica a punti | Classifica giovani | Classifica a squadre |
| ------------------ | ------------------ | ------------------- | -------------------- | ------------------ | ------------------ | -------------------- |
| 1ª                 | Jurij Trofimov     | Jurij Trofimov      | Eduardo Gonzalo      | Jurij Trofimov     | Jurij Trofimov     |                      |
| 2ª                 | Andrej Kljuev      | Sebastien Turgot    | Eduardo Gonzalo      | Andrej Kljuev      | Sebastien Turgot   | Agritubel            |
| 3ª                 | Danilo Wyss        | Sebastien Turgot    | Eduardo Gonzalo      | Andrej Kljuev      | Sebastien Turgot   | Agritubel            |
| Classifiche finali | Classifiche finali | Sebastien Turgot    | Eduardo Gonzalo      | Andrej Kljuev      | Sebastien Turgot   | Agritubel            |

## Classifiche finali

### Classifica generale
| Pos. | Corridore         | Squadra       | Tempo     |
| ---- | ----------------- | ------------- | --------- |
| 1    | Sébastien Turgot  | Vendee U      | 10h59'27" |
| 2    | Nicolas Vogondy   | Agritubel     | s.t.      |
| 3    | Andrej Kljuev     | Moscow Stars  | s.t.      |
| 4    | Sébastien Gredy   | Étupes        | s.t.      |
| 5    | Martijn Keizer    | Rabobank Con. | a 24"     |
| 6    | Alexandre Blain   | AVC Aix       | a 26"     |
| 7    | Marco Jimenez     | Hadimec       | s.t.      |
| 8    | François Lamiraud | CR4C Roanne   | s.t.      |
| 9    | Tanel Kangert     | RO Saint      | s.t.      |
| 10   | Freddy Bichot     | Agritubel     | s.t.      |

### Classifica a punti
| Pos. | Corridore          | Squadra       | Punti |
| ---- | ------------------ | ------------- | ----- |
| 1    | Andrej Kljuev      | Moscow Stars  | 39    |
| 2    | Jurij Trofimov     | Moscow Stars  | 30    |
| 3    | Alexandre Blain    | AVC Aix       | 27    |
| 4    | Otxotorena Arraras | Orbea-Laukiz  | 26    |
| 5    | Danilo Wyss        | Atlas-Romer's | 25    |

### Classifica scalatori
| Pos. | Corridore       | Squadra      | Punti |
| ---- | --------------- | ------------ | ----- |
| 1    | Eduardo Gonzalo | Agritubel    | 37    |
| 2    | Jurij Trofimov  | Moscow Stars | 24    |
| 3    | Thomas Brigaud  | SCO Dijon    | 20    |
| 4    | Rein Taaramäe   | RO Saint     | 16    |
| 5    | Sébastien Gredy | Étupes       | 13    |

### Classifica giovani
| Pos. | Corridore         | Squadra       | Tempo     |
| ---- | ----------------- | ------------- | --------- |
| 1    | Sébastien Turgot  | Vendee U      | 10h59'27" |
| 2    | Andrej Kljuev     | Moscow Stars  | s.t.      |
| 3    | Martijn Keizer    | Rabobank Con. | a 24"     |
| 4    | François Lamiraud | CR4C Roanne   | a 26"     |
| 5    | Marco Jimenez     | Hadimec       | s.t.      |

### Classifica a squadre
| Pos. | Squadra             | Tempo     |
| ---- | ------------------- | --------- |
| 1    | Agritubel           | 33h00'58" |
| 2    | Moscow Stars        | a 1'37"   |
| 3    | Rabobank Cont.      | a 2'09"   |
| 4    | Auber 93            | a 2'11"   |
| 5    | AVC Aix En Provence | s.t.      |